# Football Manager 2006
Football Manager 2006 è un videogioco manageriale di calcio della serie Football Manager. È disponibile per PC e Mac ed è stato messo in commercio nel Regno Unito il 21 ottobre 2005 (2 settimane prima rispetto a quanto precedentemente annunciato, il 4 novembre).
Lo stesso giorno che il gioco è uscito, Sports Interactive ha distribuito anche una patch per correggere alcuni bug trovati negli stadi Beta e Gold dello sviluppo. Nella prima settimana dopo l'uscita del gioco, esso è diventato il secondo gioco per PC più venduto di tutti i tempi nel Regno Unito. Negli Stati uniti e in Canada, il gioco è stato venduto col nome Worldwide Soccer Manager 2006. Nell'aprile del 2006 è stata pubblicata una versione del gioco per Xbox 360.
Sostanzialmente è un aggiornamento di FM 2005 anche se include molti piccoli aggiustamenti e migliorie al modo di giocare in generale. Tra queste migliorie troviamo i discorsi con la squadra, un allenamento semplificato e schermate d'aiuto durante il gioco. Il gioco è stato anche aggiornato da molti ricercatori (fan non pagati che collaborano con la casa madre). Il database è di solito aggiornato due volte nel periodo in cui è uscito il gioco. Il primo aggiornamento viene distribuito col gioco stesso e il secondo è di solito scaricabile a gennaio come un aggiornamento gratuito per aggiornare il gioco fino alle modifiche che sono avvenute durante la finestra di mercato invernale della FIFA.
Com'è diventata poi la consuetudine, è stata pubblicata una demo beta del gioco il 12 settembre 2005. A questa è poi seguita il 30 settembre una demo gold. Questa è una versione ristretta e a tempo limitato del gioco completo che è mandata ai produttori di videogiochi.

## Problemi legati al copyright
Com'è successo per Football Manager 2005, gli sviluppatori non potevano includere alcuni dati nel gioco a causa del copyright che li proteggeva. Tutti i dati che erano protetti nella versione 2005 del gioco erano ancora protetti nella versione 2006, così come le nazionali del Giappone, Corea del Sud e Cina (che ora includono esclusivamente calciatori fittizi). Anche in questa versione, Oliver Kahn è stato rinominato ancora come "Jens Mustermann". Comunque, così come su Football Manager 2005, è sufficiente cancellare alcuni file per correggere gli "errori" del gioco.